# ゴールドラッシュエンターテイメント
株式会社ゴールドラッシュエンターテイメントは、日本の芸能プロダクションである。

## 事業内容
- 俳優、タレント、アーティスト及び文化人の発掘、育成及びマネージメント
- 自社コンテンツ（映画、ドラマ、舞台、ライブ及びイベントなど）の企画、制作及び運営
- 俳優、タレント、アーティスト及び文化人のキャスティング
- 俳優、タレント、アーティスト及び文化人のマネージメント代行又は業務提携
- 上記に附帯関連する一切の業務